# Thông số (trò chơi nhập vai)

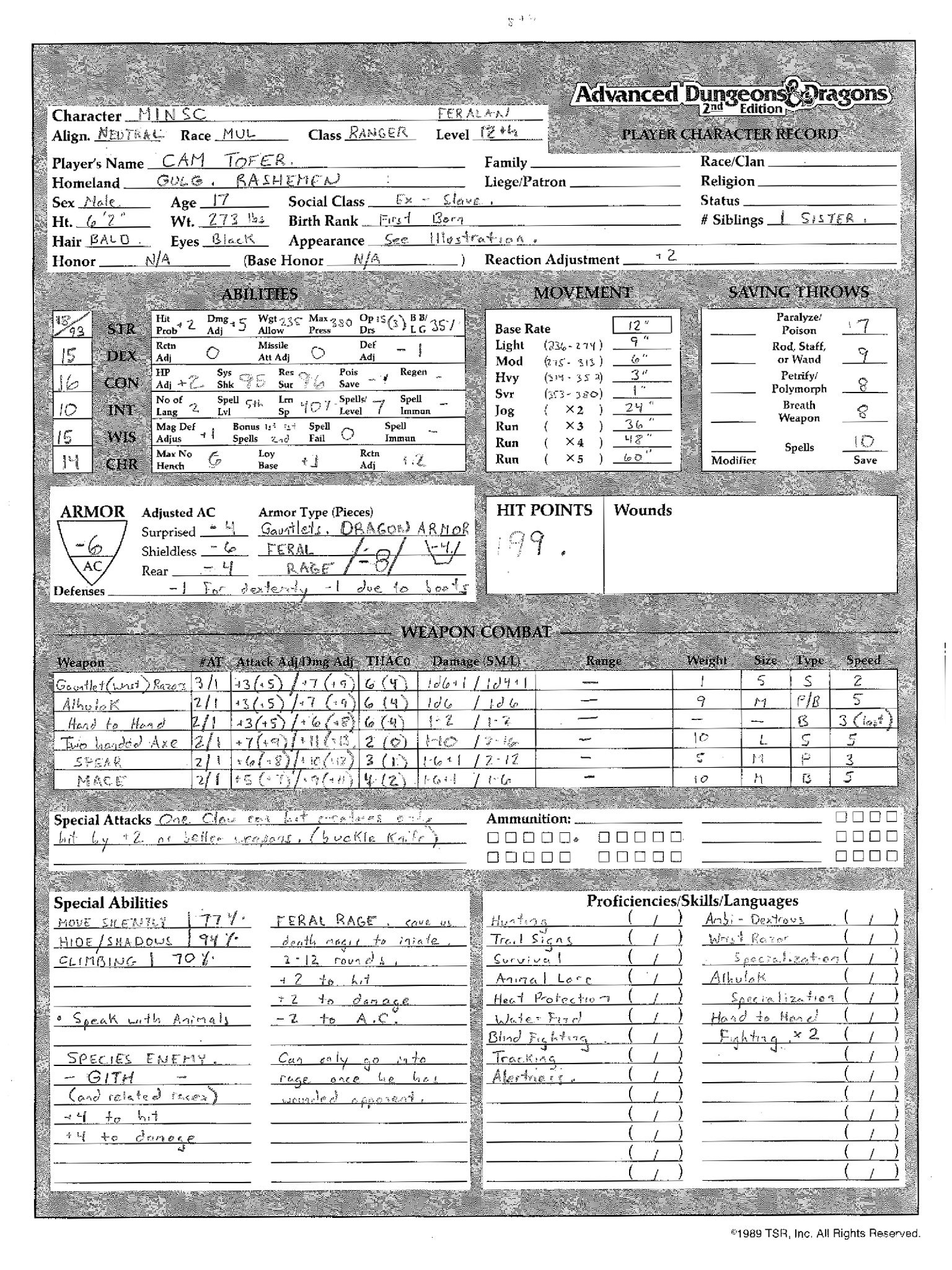
Bảng nhân vật Minsc từ trò chơi dùng bút và giấy Cameron Tofer vào khoảng năm 1993

Thông số, hay chỉ số, trong các trò chơi nhập vai (RPG) là một loại dữ liệu tượng trưng cho một lĩnh vực nhất định của nhân vật ảo. Loại dự liệu đó thường là một chuỗi số nguyên (không có đơn vị), hoặc trong một số trường hợp, là một hỗn hợp những con xúc xắc.
Tùy vào loại mà thông số có thể đi kèm với các tính chất riêng biệt, thường được gọi là kỹ năng hay đặc tính, qua đó cho thấy cách nhân vật có thể phát triển thông số đó hay các chức năng mà họ sử dụng (ví dụ như kỹ năng trong Ars Magica hay thuộc tính trong Aria).
Trong đa số trò chơi, thông số được chia vào nhiều phân mục. Số lượng phân mục được sử dụng trong hệ thống game hay cả số lượng thông số tùy thuộc vào mỗi game. Các thông số thường thấy bao gồm:
- Thuộc tính, được dùng cho đa số nhân vật, biểu thị tài năng, khả năng bẩm sinh của nhân vật.
- Sở trường, sở đoản là một dạng thông số đặc biệt, không phải nhân vật nào cũng có và dành cho các đặc tính phức tạp.
- Sức mạnh, là một dạng tính chất riêng biệt hay đặc hữu của nhân vật. Trong game, thông số này thường cho nhân vật khả năng học hay sử dụng một số kỹ năng.
- Kỹ năng, là thông số đặc trưng cho các năng lực đã học được của nhân vật ở một số lĩnh vực định sẵn.
- Đặc tính, là một phân diện rộng của chuyên môn, tương đồng với kỹ năng nhưng đa dạng và ít bị giới hạn, được thoải mái chọn lựa bởi người chơi.

Không có danh pháp riêng cho các thông số, điển hình như việc cả GURPS lẫn Storytelling System đều gọi các thông số là "đặc tính" mặc cho việc chúng cũng đồng thời được dùng cho thuộc tính và kỹ năng.
Nhiều trò chơi thường sử dụng các dạng thông số liên kết, tức trị số của thông số này sẽ phụ thuộc hay ảnh hưởng thông số khác, đây được coi là các thông số cơ bản. Ngoài ra, các thành phần khác của game như cấp độ, chủng tộc và nghề nghiệp cũng có thể được xem là thông số.

## Các thông số cơ bản
Các thông số thường được viết tắt bằng 3 chữ cái (Str, Dex, Int, v.v)
Strength [Str] (Sức mạnh)
Thước đo về sức mạnh của nhân vật. Sức mạnh thường kiểm soát trọng lượng tối đa mà nhân vật có thể mang và sát thương tấn công cận chiến. Giáp và vũ khí cũng có thể yêu cầu điểm sức mạnh.